# Веретенников, Иван Иванович
Ива́н Ива́нович Верете́нников  — российский фольклорист, композитор, заслуженный работник культуры Российской Федерации.

## Биография
Родился 19 марта 1944 году в селе Афанасьевка Алексеевского района Воронежской (ныне Белгородской) области. Окончил Павловское педагогическое училище Воронежской области, Воронежское музыкальное училище, Московский государственный университет культуры.
Работал учителем пения, руководил хоровыми коллективами Алексеевского районного Дома культуры, Кустовского сельского Дома культуры Яковлевского района, Белгородской слюдяной фабрики и детским фольклорным коллективом в селе Афанасьевка. 
В 2002 году И. И. Веретенников принят в Союз композиторов России.
Значительное место в его деятельности занимает педагогический труд. В 1974—1998 годах Иван Иванович работал в Белгородском музыкальном училище, внёс значительный вклад в открытие отделения народного хора; с 1998 года — преподаватель Белгородского государственного института искусств и культуры.
В настоящее время И. И. Веретенников является доцентом Белгородского государственного института искусств и культуры и старшим научным сотрудником Белгородского государственного центра народного творчества.

## Награды
И. И. Веретенников награждён медалью ордена «За заслуги перед Отечеством» II степени (1997 г.), памятной медалью «Патриот России» историко-культурного центра при правительстве РФ (1987 г.), памятной медалью «Энциклопедия «Лучшие люди России», знаком Министерства культуры РФ «Отличник культурного шефства над селом» (1987 г.), Почётными грамотами ЦК ВЛКСМ, Медалью «За заслуги перед землей Белгородской» II степени, Совета ветеранов войны.

## Фольклористика
С 1964 года Иван Иванович ведёт запись образцов традиционного народного творчества области — записано более тысячи песен, более 300 — издано в сборниках разных районов.
В 1968 г. Иван Веретенников организует в Белгороде фольклорный ансамбль из учащихся системы профтехобразования, которым руководит до 1980 г. Ансамбль неоднократно становился лауреатом и дипломантом международных и Всероссийских фестивалей народного творчества, Всемирного фестиваля молодёжи и студентов в Берлине (1973 г.). Коллектив побывал в концертных поездках во многих странах Европы и Алжире; он был участником заключительного концерта лауреатов Всесоюзного фестиваля народного творчества (1978 г.) в Кремлёвском Дворце съездов.
В 1973-м году Веретенников И. И. открыл отделение русского народного пения в Белгородском музыкальном училище (ныне институт искусств и культуры). Вместе со своими фольклорными коллективами Иван Иванович принимал участие во многих научно-практических конференциях областного и Всероссийского уровня в городах Белгород, Курск, Воронеж, Ростов-на-Дону, Москва, в научном симпозиуме в г. Шмалькальден (Германия), является лауреатом II Всесоюзного фестиваля народного творчества в РСФСР (1986г.), был участником I Международного фестиваля фольклора в  Москве (1987 г.).
И. И. Веретенников одним из первых белгородцев, кто занялся изучением локальных русских традиций Юга России. Он выделил на территории Белгородской области три локальные традиции – Белгородско-Курскую, Оскольскую и Белгородско-Воронежскую. Одним из важнейших видов деятельности Ивана Веретенникова стала работа в качестве фольклориста-собирателя. Первые слуховые записи были сделаны им в родном селе в 1964 году. Экспедиции по Алексеевскому, Красногвардейскому районам, а затем и по всей Белгородской области, позволили ему записать более тысячи песен, наигрышей, десятки традиционных танцев и хороводов.

## Композитор
Иваном Ивановичем сделано более 300 обработок, аранжировок фольклорных мелодий, написано более 40 песен в народном стиле, сюиты для оркестра русских народных инструментов «Перепляс» (1983) и «Акулинка» (1985). Кроме того, как композитором им созданы поэма для голоса и симфонического оркестра «Танковое поле» на стихи В. Белова (1984), кантата для хора и симфонического оркестра на стихи Ю. Грязнова «Город первого салюта» (1982).